# Sarah Edwards (actrice)
Pour les articles homonymes, voir Edwards.
Sarah Edwards est une actrice britannique, née le 11 octobre 1881 à Glyn Train (Denbighshire, Pays de Galles), morte le 7 janvier 1965 à Los Angeles (quartier d'Hollywood, Californie).

## Biographie
Installée aux États-Unis, Sarah Edwards joue au théâtre à Broadway (New York) entre 1919 et 1931, dans une pièce, trois comédies musicales et deux opérettes du tandem William S. Gilbert-Arthur Sullivan, dont The Mikado en 1925 (avec Lupino Lane).
Au cinéma, comme second rôle de caractère ou dans des petits rôles non crédités, elle contribue à cent-quatre-vingt-dix films américains, les trois premiers (dont deux courts métrages) sortis en 1929 ; le dernier est Les Conquérants de Carson City d'André de Toth (avec Randolph Scott et Raymond Massey), sorti en 1952.
Entretemps, citons L'Aventure de minuit d'Archie Mayo (1937, avec Leslie Howard, Bette Davis et Olivia de Havilland), En avant la musique de Busby Berkeley (1940, avec Mickey Rooney et Judy Garland), La vie est belle de Frank Capra (1946, avec James Stewart et Donna Reed), ou encore Honni soit qui mal y pense d'Henry Koster (1947, avec Cary Grant, Loretta Young et David Niven).

## Théâtre à Broadway (intégrale)
- 1919 : Five O'Clock de Frank Bacon et Freeman Tilden : Katherine Brighton
- 1921 : Princess Virtue, comédie musicale, musique, lyrics et livret de B. C. Hilliam et Gitz Rice : Mme Demarest
- 1922-1923 : Better Times, comédie musicale, musique de Raymond Hubbell, lyrics et livret de R. H. Burnside
- 1925 : The Mikado, opérette, musique d'Arthur Sullivan, livret de William S. Gilbert : Katisha
- 1927-1928 : The Merry Malones, comédie musicale, musique, lyrics et livret de George M. Cohan : Helen Malone
- 1931 : Ruddigore, opérette, musique d'Arthur Sullivan, livret de William S. Gilbert : Dame Hannah

## Filmographie partielle
- 1932 : La Ruée (American Madness) de Frank Capra : une commère au téléphone
- 1935 : L'Extravagant Mr Ruggles (Ruggles of Red Gap) de Leo McCarey : Mme Myron Carey
- 1935 : L'Ange des ténèbres (The Dark Angel) de Sidney Franklin : Mme Josephine Bidley
- 1935 : Welcome Home de James Tinling : Mme Edwards
- 1935 : Vivre sa vie (I Live My Life) de W. S. Van Dyke : Mme le professeur Douglas
- 1936 : La Flèche d'or (The Golden Arrow) d'Alfred E. Green : Mme Meyers
- 1936 : Théodora devient folle (Theodora Goes Wild) de Richard Boleslawski : Mme Moffat
- 1937 : L'Aventure de minuit (It's Love I'm After) d'Archie Mayo : Mme Hinkle
- 1937 : Cette sacrée vérité (The Awful Truth) de Leo McCarey : l'épouse de l'avocat de Lucy
- 1938 : Madame et son clochard (Merrily We Live) de Norman Z. McLeod : Mme Fleming
- 1938 : L'Ensorceleuse (The Shining Hour) de Frank Borzage : la présidente de la société de moralité
- 1939 : Les Aventures d'Huckleberry Finn (The Adventures of Huckleberry Finn) de Richard Thorpe : Mme Annie Rucker
- 1940 : Rendez-vous (The Shop Around the Corner) d'Ernst Lubitsch : une cliente
- 1940 : Jeunesse (Young People) d'Allan Dwan : Mme Stinchfield
- 1940 : L'Île des amours (New Moon) de Robert Z. Leonard : la marquise della Rosa
- 1940 : En avant la musique (Strike Up the Band) de Busby Berkeley : Mlle Hodges
- 1941 : L'Homme de la rue (Meet Joe Doe) de Frank Capra : Mme Hawkins
- 1941 : Ses trois amoureux (Tom Dick and Harry) de Garson Kanin : Mme Burton
- 1941 : Tu m'appartiens (You Belong to Me) de Wesley Ruggles : Mme Snyder
- 1941 : Souvenirs (H. M. Pulham, Esq.) de King Vidor : Mme Motford
- 1942 : La Fille de la forêt (The Forest Rangers) de George Marshall : Mme Hansen
- 1942 : Qui perd gagne (Rings on Her Fingers) de Rouben Mamoulian : Mme Clancy
- 1943 : L'Ombre d'un doute (Shadow of a Doubt) d'Alfred Hitchcock : l'épouse du docteur dans le train
- 1943 : Toute seule (All by Myself) de Felix E. Feist : Mme Vincent
- 1944 : Tempête sur Lisbonne (Storm Over Lisbon) de George Sherman : Maude Perry-Tonides
- 1945 : Le blé est vert (The Corn Is Green) d'Irving Rapper : une amie de Mme Watty
- 1945 : L'Intrigante de Saratoga (Saratoga Trunk) de Sam Wood : Mlle Diggs
- 1946 : Ève éternelle (Easy to Wed) d'Edward Buzzell : Mme Dibson
- 1946 : La vie est belle (It's a Wonderful Life) de Frank Capra : Mme Hatch
- 1946 : Lame de fond (Undercurrent) de Vincente Minnelli : Cora
- 1947 : L'Aventure à deux (The Voice of the Turtle) d'Irving Rapper : la dame cherchant ses places de théâtre
- 1947 : It's a Joke, Son! de Benjamin Stoloff : Annabelle
- 1947 : Honni soit qui mal y pense (The Bishop's Wife) d'Henry Koster : Mme Duffy
- 1947 : Vive l'amour (Good News) de Charles Walters : Mlle Pritchard
- 1947 : L'Heure du pardon (The Romance of Rosy Ridge) de Roy Rowland : Mme Dessark
- 1948 : Ma femme et ses enfants (Family Honeymoon) de Claude Binyon : Mme Carp
- 1949 : Air Hostess de Lew Landers : Bertha Hallum
- 1950 : La Scandaleuse Ingénue (The Pretty Girl) d'Henry Levin : Mme le professeur Morrison
- 1950 : La Ménagerie de verre (The Glass Menagerie) d'Irving Rapper : Mme Miller
- 1952 : Les Conquérants de Carson City (Carson City) d'André de Toth : la vieille fille dans la diligence